# Regionalwerk Bodensee
Die Regionalwerk Bodensee Netze GmbH & Co. KG mit Sitz in Tettnang ist ein unabhängiger, regionaler Energieversorger.
Für Privat- und Geschäftskunden werden Produkte und Leistungen in den Bereichen Strom, Erdgas, Netzbetrieb und Service bereitgestellt. Rund 60.000 Menschen werden im Versorgungsgebiet mit Strom und Erdgas beliefert.
Das Unternehmen wurde 2008 von den sieben Gemeinden Eriskirch, Kressbronn, Langenargen, Meckenbeuren, Neukirch, Oberteuringen und Tettnang gegründet. Diese sind mit insgesamt 52 % mehrheitlich am Regionalwerk Bodensee beteiligt. Jeweils 24 % der Gesellschaft liegen beim Stadtwerk am See GmbH & Co KG und dem Alb-Elektrizitätswerk.

## Gesellschafterstruktur
- 52 % Eriskirch, Kressbronn, Langenargen, Meckenbeuren, Neukirch, Oberteuringen und Tettnang
- 24 % Stadtwerk am See GmbH & Co. KG
- 24 % Alb-Elektrizitätswerk Geislingen-Steige eG